# He-Man – Im Tal der Macht/Episodenliste
Diese Liste der Episoden von He-Man – Tal der Macht enthält alle Episoden der US-amerikanischen Zeichentrickserie He-Man – Tal der Macht, die von 1983 bis 1984 in Syndication ausgestrahlt wurde. In Deutschland gehörte die Serie unter dem Originaltitel He-Man and the Masters of the Universe zum Senderahmen der Kinderserie Bim Bam Bino (Tele 5) und wurde mehrfach im Zeitraum von 1988 bis 1992 sowie von 2023 bis 2024 wiederholt.
Bei der Nutzung der Liste ist zu beachten, dass die Produktionsreihenfolge stark von der tatsächlichen chronologischen Sendefolge abweicht.

## Staffel 1
| Folge | Code  | Titel                              | Originaltitel                | Regisseur      | Erstausstrahlung (Syndication) |
| ----- | ----- | ---------------------------------- | ---------------------------- | -------------- | ------------------------------ |
| 20    | MU001 | Der kosmische Komet                | The Cosmic Comet             | Steve Clark    | 30. September 1983             |
| 19    | MU002 | Der Verwandlungsstab               | The Shaping Staff            | Lou Kachivas   | 29. September 1983             |
| 12    | MU003 | Das verschwundene Schwert          | Disappearing Act             | Lou Zukor      | 20. September 1983             |
| 01    | MU004 | Der Diamant des Verschwundenen     | Diamond Ray of Disappearance | Lou Zukor      | 5. September 1983              |
| 09    | MU005 | Die verhexte Königin               | She-Demon of Phantos         | Gwen Wetzler   | 15. September 1983             |
| 02    | MU006 | Teelas Suche                       | Teela's Quest                | Marsh Lamore   | 6. September 1983              |
| 05    | MU007 | Der Fluch des Zaubersteins         | The Curse of the Spellstone  | Gwen Wetzler   | 9. September 1983              |
| 06    | MU008 | Der Zeitkorridor                   | The Time Corridor            | Larry DiTillio | 12. September 1983             |
| 04    | MU009 | Invasion der Drachen               | The Dragon Invasion          | Gwen Wetzler   | 8. September 1983              |
| 16    | MU010 | Ein Freund wird gebraucht          | A Friend in Need             | Ed Friedman    | 26. September 1983             |
| 34    | MU011 | Die Maske der Macht                | Masks of Power               | Marsh Lamore   | 20. Oktober 1983               |
| 13    | MU012 | Evil-Lyns Verschwörung             | Evil-Lyn's Plot              | Lou Kachivas   | 21. September 1983             |
| 11    | MU013 | Wie der Vater, so die Tochter      | Like Father, Like Daughter   | Ed Friedman    | 19. September 1983             |
| 03    | MU014 | Colossor erwacht                   | Colossor Awakes              | Lou Kachivas   | 7. September 1983              |
| 26    | MU015 | Jahrmarkt der Schrecken            | A Beastly Sideshow           | Gwen Wetzler   | 10. Oktober 1983               |
| 10    | MU016 | Die Herrschaft des Monsters        | Reign of the Monster         | Steve Clark    | 16. September 1983             |
| 17    | MU017 | Daimar der Dämon                   | Daimar the Demon             | Hal Sutherland | 27. September 1983             |
| 07    | MU018 | Monster aus dem Pechsumpf          | Creatures from the Tar Swamp | Marsh Lamore   | 13. September 1983             |
| 23    | MU019 | He-Man auf der Straße              | Quest for He-Man             | Steve Clark    | 5. Oktober 1983                |
| 14    | MU020 | Das Erwachen des Dragoons          | Dawn of Dragoon              | Ed Friedman    | 22. September 1983             |
| 43    | MU021 | Der königliche Cousin              | The Royal Cousin             | Ernie Schmidt  | 2. November 1983               |
| 08    | MU022 | Der Gesang von Celice              | Song of Celice               | Gwen Wetzler   | 14. September 1983             |
| 30    | MU023 | Orkos Onkel kommt wieder           | The Return of Orko's Uncle   | Marsh Lamore   | 14. Oktober 1983               |
| 50    | MU024 | Der Zauberer von Stone Mountain    | Wizard of Stone Mountain     | Lou Kachivas   | 11. November 1983              |
| 59    | MU025 | Die Saat des Bösen                 | Evilseed                     | Bob Arkwright  | 24. November 1983              |
| 35    | MU026 | Die Feuerprobe                     | Ordeal in the Darklands      | Gwen Wetzler   | 21. Oktober 1983               |
| 24    | MU027 | Orkos Lieblingsonkel               | Orko's Favorite Uncle        | Steve Clark    | 6. Oktober 1983                |
| 37    | MU028 | Die Überläuferin                   | The Defection                | Marsh Lamore   | 25. Oktober 1983               |
| 15    | MU029 | Der König greift ein               | Prince Adam No More          | Gwen Wetzler   | 23. September 1983             |
| 21    | MU030 | Grayskull wird verschleppt         | The Taking of Grayskull      | Ed Friedman    | 3. Oktober 1983                |
| 27    | MU031 | Die Geschichte zweier Städte       | A Tale of Two Cities         | Marsh Lamore   | 11. Oktober 1983               |
| 60    | MU032 | Die Suche nach dem VHO             | Search for the VHO           | Gwen Wetzler   | 25. November 1983              |
| 39    | MU033 | Das Sternenkind                    | The Starchild                | Lou Zukor      | 27. Oktober 1983               |
| 18    | MU034 | Das Geschenk des Drachens          | The Dragon's Gift            | Lou Zukor      | 28. September 1983             |
| 52    | MU035 | Die Schlafenden erwachen           | The Sleepers Awaken          | Ed Friedman    | 15. November 1983              |
| 41    | MU036 | Die Suche                          | The Search                   | Steve Clark    | 31. Oktober 1983               |
| 46    | MU037 | Es ist nicht meine Schuld          | It's Not My Fault            | Ed Friedman    | 7. November 1983               |
| 28    | MU038 | Im Tal der Macht                   | Valley of Power              | Lou Zukor      | 12. Oktober 1983               |
| 47    | MU039 | Abenteuer in Arcadia               | Trouble in Arcadia           | Gwen Wetzler   | 8. November 1983               |
| 61    | MU040 | Das Haus von Shokoti (1)           | House of Shokoti Part I      | Lou Kachivas   | 28. November 1983              |
| 62    | MU041 | Das Haus von Shokoti (2)           | House of Shokoti Part II     | Marsh Lamore   | 29. November 1983              |
| 22    | MU042 | Das zweischneidige Schwert         | Double Edged Sword           | Gwen Wetzler   | 4. Oktober 1983                |
| 31    | MU043 | Das Geheimnis der vielen Gesichter | The Mystery of Man-E-Faces   | Lou Zukor      | 17. Oktober 1983               |
| 33    | MU044 | Der Eislord                        | The Region of Ice            | Ernie Schmidt  | 19. Oktober 1983               |
| 40    | MU045 | Orko kämpft um seine Zauberkraft   | Orko's Missing Magic         | Ernie Schmidt  | 28. Oktober 1983               |
| 42    | MU046 | Ewige Dunkelheit                   | Eternal Darkness             | Lou Kachivas   | 1. November 1983               |
| 32    | MU047 | Der Hüter der alten Ruine          | Keeper of the Ancient Ruins  | Bill Reed      | 18. Oktober 1983               |
| 44    | MU048 | Die Rückkehr des Bösen             | Return of Evil               | Steve Clark    | 3. November 1983               |
| 53    | MU049 | Gryphon kommt wieder               | Return of the Gryphon        | Gwen Wetzler   | 16. November 1983              |
| 49    | MU050 | Der Sonnentempel                   | Temple of the Sun            | Lou Kachivas   | 10. November 1983              |
| 36    | MU051 | Die Stadt unter dem Meer           | City Beneath the Sea         | Gwen Wetzler   | 24. Oktober 1983               |
| 38    | MU052 | Teelas Kraftprobe                  | Teela's Trial                | Marsh Lamore   | 26. Oktober 1983               |
| 51    | MU053 | Dree Elles Rückkehr                | Dree Elle's Return           | Lou Kachivas   | 14. November 1983              |
| 29    | MU054 | Planspiel                          | Game Plan                    | Lou Kachivas   | 13. Oktober 1983               |
| 45    | MU055 | Der See der Ewigkeit               | Eye of the Beholder          | Marsh Lamore   | 4. November 1983               |
| 25    | MU056 | Das verlorene Schwert              | Quest for the Sword          | Ed Friedman    | 7. Oktober 1983                |
| 48    | MU057 | Die Burg der Helden                | Castle of Heroes             | Mel Gilden     | 9. November 1983               |
| 63    | MU058 | Der Ring der Erinnerung            | The Once and Future Duke     | Lou Zukor      | 30. November 1983              |
| 58    | MU059 | Ungewöhnliche Partnerinnen         | The Witch and the Warrior    | Marsh Lamore   | 23. November 1983              |
| 54    | MU060 | Die Rückkehr des Drachen           | The Return of Granamyr       | Ernie Schmidt  | 17. November 1983              |
| 55    | MU061 | Das Pferd des Gladiators           | Pawns of the Game Master     | Steve Clark    | 18. November 1983              |
| 64    | MU062 | Die goldenen Scheiben der Weisheit | Golden Disks of Knowledge    | Ed Friedman    | 1. Dezember 1983               |
| 56    | MU063 | Der Jäger                          | The Huntsman                 | Lou Zukor      | 21. November 1983              |
| 57    | MU064 | Das Heilmittel                     | The Remedy                   | Bill Reed      | 22. November 1983              |
| 65    | MU065 | Das Herz eines Riesen              | The Heart of a Giant         | Ernie Schmidt  | 2. Dezember 1983               |

## Staffel 2
| Folge | Code  | Titel                          | Originaltitel                     | Regisseur                         | Erstausstrahlung (Syndication) |
| ----- | ----- | ------------------------------ | --------------------------------- | --------------------------------- | ------------------------------ |
| 74    | MU066 | Die Katze und die Spinne       | The Cat and the Spider            | Gwen Wetzler                      | 21. September 1984             |
| 67    | MU067 | Das Energie-Ungeheuer          | The Energy Beast                  | Marsh Lamore                      | 12. September 1984             |
| 73    | MU068 | Tag der Maschinen              | Day of the Machines               | Lou Kachivas                      | 20. September 1984             |
| 69    | MU069 | Der Spieler                    | The Gamesman                      | Steve Clark                       | 14. September 1984             |
| 68    | MU070 | Fistos Wald                    | Fisto's Forest                    | Lou Kachivas                      | 13. September 1984             |
| 70    | MU071 | Das allerschönste Geschenk     | The Rarest Gift of All            | Gwen Wetzler                      | 15. September 1984             |
| 76    | MU072 | Die verschwundenen Bücher      | The Great Books Mystery           | Bill Reed                         | 25. September 1984             |
| 77    | MU073 | Die Abstammung der Sorceress   | Origin of the Sorceress           | Marsh Lamore                      | 26. September 1984             |
| 82    | MU074 | Insel der Freiheit             | Island of Fear                    | Bill Reed, Lou Zukor              | 3. Oktober 1984                |
| 71    | MU075 | Rettet Skeletor                | To Save Skeletor                  | Lou Kachivas                      | 18. September 1984             |
| 79    | MU076 | Die Eiszeit kommt              | The Ice Age Cometh                | Ed Friedman                       | 28. September 1984             |
| 75    | MU077 | Ärger in Trolla                | Trouble in Trolla                 | Ernie Schmidt                     | 22. September 1984             |
| 78    | MU078 | Stratos Verrat                 | Betrayal of Stratos               | David Wise                        | 27. September 1984             |
| 81    | MU079 | Verschwundene Drachen          | Disappearing Dragons              | Ernie Schmidt                     | 2. Oktober 1984                |
| 66    | MU080 | Skeletors Schatten             | The Shadow of Skeletor            | Steve Clark                       | 11. September 1984             |
| 80    | MU081 | Die Arena                      | The Arena                         | Ernie Schmidt                     | 29. September 1984             |
| 85    | MU082 | Angriff von unten              | Attack from Below                 | Marsh Lamore                      | 6. Oktober 1984                |
| 86    | MU083 | In den Abgrund                 | Into the Abyss                    | Steve Clark                       | 9. Oktober 1984                |
| 87    | MU084 | Die Angst-Katze                | Fraidy Cat                        | Ed Friedman                       | 10. Oktober 1984               |
| 88    | MU085 | Der geheimnisvolle Pilot       | The Rainbow Warrior               | Robert Forward Jr., Leslie Wilson | 11. Oktober 1984               |
| 89    | MU086 | Reise nach Morainia            | A Trip to Morainia                | Steve Clark                       | 12. Oktober 1984               |
| 90    | MU087 | Was Nachts passiert            | Things That Go Bump in the Night  | Lou Kachivas                      | 13. Oktober 1984               |
| 91    | MU088 | Übermut                        | Three on a Dare                   | Marsh Lamore                      | 16. Oktober 1984               |
| 92    | MU089 | Nur eine kleine Lüge           | Just a Little Lie                 | Bill Reed                         | 17. Oktober 1984               |
| 93    | MU090 | Einer für alle                 | One for All                       | Ed Friedman                       | 18. Oktober 1984               |
| 94    | MU091 | Jakob und die Widgets          | Jacob and the Widgets             | Ed Friedman                       | 19. Oktober 1984               |
| 84    | MU092 | Der kleine Riese               | The Littlest Giant                | Lou Kachivas                      | 5. Oktober 1984                |
| 95    | MU093 | Gefährliche Streiche           | Trouble's Middle Name             | Steve Clark                       | 20. Oktober 1984               |
| 96    | MU094 | Steinerne Krieger              | Journey to Stone City             | Ed Friedman                       | 23. Oktober 1984               |
| 97    | MU095 | Der Lauschangriff              | A Bird in the Hand                | Richard Trueblood                 | 24. Oktober 1984               |
| 98    | MU096 | Wie Cringer zu Battlecat wurde | BattleCat                         | Richard Trueblood                 | 25. Oktober 1984               |
| 99    | MU097 | Das Zeit-Rad                   | The Time Wheel                    | Bill Reed                         | 26. Oktober 1984               |
| 100   | MU098 | König Miro                     | Search for the Past               | Ernie Schmidt                     | 27. Oktober 1984               |
| 101   | MU099 | Jagd auf He-Man                | Hunt for He-Man                   | Marsh Lamore                      | 30. Oktober 1984               |
| 102   | MU100 | Skeletors Zirkus               | The Greatest Show on Eternia      | Gwen Wetzler                      | 31. Oktober 1984               |
| 103   | MU101 | Der blinde Junge               | Not so Blind                      | Gwen Wetzler                      | 1. November 1984               |
| 83    | MU102 | Rache um jeden Preis           | Revenge is Never Sweet            | Ernie Schmidt                     | 4. Oktober 1984                |
| 72    | MU103 | Der Honigkrieg                 | The Good Shall Survive            | Bill Reed                         | 19. September 1984             |
| 104   | MU104 | Das Geheimnis von Grayskull    | The Secret of Grayskull           | Richard Trueblood                 | 2. November 1984               |
| 105   | MU105 | Klein aber oho                 | No Job Too Small                  | Marsh Lamore                      | 3. November 1984               |
| 106   | MU106 | Die bittere Rose               | The Bitter Rose                   | Ed Friedman                       | 6. November 1984               |
| 107   | MU107 | Falsches Spiel                 | The Gambler                       | Richard Trueblood                 | 7. November 1984               |
| 108   | MU108 | Gefahr für Schloss Grayskull   | Teela's Triumph                   | Gwen Wetzler                      | 8. November 1984               |
| 109   | MU109 | Wer einmal lügt                | Orko's New Friend                 | Ernie Schmidt                     | 9. November 1984               |
| 110   | MU110 | Gewissensbisse                 | The Problem with Power            | Gwen Wetzler                      | 10. November 1984              |
| 111   | MU111 | Doppelgänger                   | Double Trouble                    | Ed Friedman                       | 13. November 1984              |
| 112   | MU112 | Gefährliche Blumen             | The Eternia Flower                | Ed Friedman                       | 14. November 1984              |
| 113   | MU113 | Robotos Geburtstag             | Happy Birthday Roboto             | Lou Kachivas                      | 15. November 1984              |
| 114   | MU114 | Der Drachenkrieg               | Battle of the Dragons             | Steve Clark                       | 16. November 1984              |
| 115   | MU115 | Die letzte Sekunde             | Time Doesn't Fly                  | Marsh Lamore                      | 17. November 1984              |
| 116   | MU116 | Skeletors Armee                | Here, There, Skeletors Everywhere | Steve Clark                       | 20. November 1984              |
| 117   | MU117 | Graf Moragor                   | Beauty and the Beast              | Ernie Schmidt                     | 21. November 1984              |
| 118   | MU118 | Der magische Kristall          | Orko's Return                     | Ernie Schmidt                     | 22. November 1984              |
| 119   | MU119 | Besuch von der Erde            | Visitors from Earth               | Gwen Wetzler                      | 23. November 1984              |
| 120   | MU120 | Monsterjagd                    | Monster on the Mountain           | Lou Kachivos                      | 24. November 1984              |
| 121   | MU121 | Das Zepter der Macht           | The Magic Falls                   | Ernie Schmidt                     | 27. November 1984              |
| 122   | MU122 | Der verlorene Sohn             | Search for a Son                  | Bill Reed                         | 28. November 1984              |
| 123   | MU123 | Der Möchtegern-Held            | Mistaken Identity                 | Bill Reed                         | 29. November 1984              |
| 124   | MU124 | Der Spielzeugmacher            | The Toy Maker                     | Lou Kachivos                      | 30. November 1984              |
| 125   | MU125 | Im Reich des Bösen             | Bargain with Evil                 | Bill Reed                         | 1. Dezember 1984               |
| 126   | MU126 | Gefahr aus dem Weltall         | Capture the Comet Keeper          | Lou Kachivos                      | 4. Dezember 1984               |
| 127   | MU127 | Der geheimnisvolle Spiegel     | The Ancient Mirror of Avathar     | Steve Clark                       | 5. Dezember 1984               |
| 128   | MU128 | Das große Spiel                | The Games                         | Richard Trueblood                 | 6. Dezember 1984               |
| 129   | MU129 | Wilde Bestien                  | To Save the Creatures             | Gwen Wetzler                      | 7. Dezember 1984               |
| 130   | MU130 | Die ewige Flamme               | The Cold Zone                     | Marsh Lamore                      | 8. Dezember 1984               |